# 나딘 반 더 벨드
네이딘 밴더벨더(Nadine van der Velde, 1962년 5월 14일 ~ )는 캐나다의 배우, 영화 제작자, 작가, 각본가이다.
토론토에서 태어났다.

## 출연 작품

### 영화
- 변칙 플레이 (1985, Moving Violations)
- 크리터스 (1986) - 에이프릴 브라운 역
- Munchies (1987)